# Brunellia glabra
Brunellia glabra är en tvåhjärtbladig växtart som beskrevs av José Cuatrecasas. Brunellia glabra ingår i släktet Brunellia och familjen Brunelliaceae. Inga underarter finns listade i Catalogue of Life.